# Gastarbeiter
Gastarbeiter (iz njemačkog jezika gostujući djelatnik) naziv je za strane radnike koji su se tijekom šezdesetih i sedamdesetih godina doseljavali u Saveznu Republiku Njemačku (Zapadna Njemačka) na privremeni rad.
Pojam se je rabio od kraja 50-ih godina dvadesetog stoljeća, kada se u Njemačkoj - zahvaljujući brzom razvoju gospodarstva - zbog nedostatka radne snage uglavnom za obavljanje određenih djelatnosti (osobito slabije plaćenih, nekvalificiranih poslova ili primjerice prljavih i teških poslova koje nerado obavljaju domaći Nijemci) počelo zapošljavati radnike iz inozemstva. Osobito poslovi u rudarstvu, građevinarstvu i automobilskoj industriji.
Koristeći posebne bilateralne međudržavne ugovore zapošljavanja od 1955. godine dolazio je velik broj stranih uglavnom muških djelatnika iz drugih europskih država s uvjetom na privremeni boravak. Dolazili su uglavnom iz Španjolske, Italije, Turske, Grčke i raznih republika tadašnje SFRJ.
Nakon naftne krize 1973. godine završila je potražnja za stranim radnicima.
Isti izraz se u Rusiji rabi za djelatnike iz bivših sovjetskih republika.

## Uvjeti rada u SR Hrvatskoj i Jugoslaviji
Silva Mežnarić u svome radu ‘’Gastarbajter”: tko, kako, zašto, “mi” i “oni” – rekonstrukcija jugomigracija do 1990.’’ opisuje radnu emigraciju iz Jugoslavije 1961.–1971. Ovdje navodi da su u tom razdoblju hrvatska sela gubila oko 25.000 stanovnika godišnje, a od 1968. emigrante su činili 83 % nezaposlenih radnika i 17 % poljoprivrednika.  Hrvati su 1971. godine činili 22,1 % stanovništva Jugoslavije, a u ukupnom broju migranata (763.000) zastupljeni su s 39 %. U BiH Hrvati su tada činili 20,6 % stanovništva, a njihov udio među djelatnicima iz te republike zaposlenima u inozemstvu - 42,4 %.

## Paradoks i ironija pojma
Pojam uključuje riječ "gost" i istodobno je tada u Njemačkoj vladao uvjet prava na privremen boravak radnika. Osim toga dopustiti gostu raditi čini se suprotnim osnovnim načelima gostoprimstva. U modernoj njemačkoj književnosti brojni autori pisali su o paradoksu i ironiji toga pojma. 
Već u ranim 1970-im taj naziv su neki sociolozi bili smatrali eufemizmom, a od tada povećano se rabi izraz "strani posloprimatelji" (ausländische Arbeitnehmer), a kasnije se počelo u publikacijama govoriti o "doseljenim radnicima" (Arbeitmigranten).
Godine 1988. je hrvatski književnik i likovni umjetnik Drago Trumbetaš pokušao okupiti ljudstvo koje bi radilo na Gastarbajterskoj enciklopediji, no nije našao razumijevanja među gastarbajterima, pri čemu je i tuđa zavist imala veliku ulogu.

## Odraz u književnosti
O gastarbajterima su u hrvatskoj književnosti u svojim djelima pisali Drago Trumbetaš, Slavko Gotovac, Josip Barković, Roman Mrkić, Petar Šegedin, Mirko Sabolović, Ivan Raos i drugi, a u Njemačkoj pjesnici i prozaici Aras Ören, Franco Biondi, Georg Matsouranis i ostali.

## Vanjske poveznice
- 50 godina od ugovora koji je stvorio jugo gastarbajtere: 'Kako ću raditi baš za Švabu?!', Večernji list, 13. listopada 2018.